# Маади-Буто
Маади-Буто (Маади культура), Маа́ди, Буто-Маади — археологическая культура энеолита, следы которой обнаружены в ряде мест Нижнего Египта, существовала в додинастический период, предположительно около 4000—3400 гг. до н. э. Названа по месту раскопок одного из древних поселений в каирском пригороде Маади, а также древнему городу Буто, где были найдены родственные археологические памятники. Соответствовала по времени верхеегипетской культуре Накада — фазам с I по IIс/d, и вероятно, могла быть преемницей носителей культур Меримде, Эль-Омари и Файюм А. Постепенно сменилась культурой Накада II (герзейской) и окончательно вытеснена Накадой III (семайнийской).

## Общее описание
Культура Маади-Буто была распространена по всей дельте Нила, вряд ли представляя собой единое политическое образование. Также найдены некоторые антропологические различия среди её представителей. Охватывая Нижний Египет, Маади-Буто находилась на пересечении множества торговых путей и здесь велась активная меновая торговля. Предметы ввоза — базальт, для изготовления каменных сосудов (из Файюма или Аравийской пустыни), медь (из Синая), керамика (из Палестины, Верхнего Египта), раковины (с побережья Средиземного моря), также, возможно, часть товаров была предметами транзитной торговли. Люди этой культуры помимо присваивающей формы хозяйствования — охоты, рыболовства и собирательства, осваивали и производящие формы — мотыжное земледелие, разведение мясных пород скота:125,126. Сами носители культуры вероятнее всего были близки населению Палестины (сходство с культурой Беер-Шевы), и могли относиться к семитским племенам, либо здесь проживали значительные колонии жителей Палестины. Помимо поселений найденных на территориях Маади и Буто (Телль эль-Фара’ин), к культуре Маади-Буто могут относиться обнаруженные следы деятельности людей этого периода в Абусир эль-Мелек, Миншат абу-Омар, Телль Ибрагим Авад, Телль эль-Фарха. Исследователь В. Г. Чайлд (1956) называет близкими к этой культуре ещё и находки поселений и могильников в Гелиополе (Аль-Матария) и Туре:124 . Небольшое число артефактов этой культуры связано как с малоизученностью дельты Нила, так и с тем, что они могут находиться на большой глубине, часто ниже уровня грунтовых вод.

## Поселение в Маади
Собственно древнее поселение в южном пригороде Каира — Маади, первыми изучили в начале 30-х годов XX века египетский археолог М. Амер и австрийский учёный О. Менгин. В 1932 году они опубликовали данные своих исследований, а в 1950 году, на III Международном конгрессе доисторических и протоисторических наук в Цюрихе, был прочитан доклад, на основании этих изысканий:124.
Располагалось древнее поселение на террасе, возвышающейся над поймой Нила, между двумя вади — Дигла и Тих. На склоне, спускающемся к пойме, обнаружен могильник. Маадийцы помимо охоты, рыболовства и собирательства занимались мотыжным земледелием и разводили мясные породы скота, важное место занимало свиноводство:125. Найдены кости домашних и диких животных, рыб, раковины, изделия из кости, а также бусы и гребни. Прядением изготавливались ткани — найдены пряслица от веретён. Помимо поселения раскопаны два кладбища, где жители хоронили своих покойных, кроме умерших детей, которых закапывали на территории поселения. Захоронения — неглубокие овальные ямы, трупоположение обычно головой на юг и на правом боку.

### Жилища
Люди в поселении строили жилища разного типа — самыми простыми были овальной или подковообразной формы лёгкие хижины. Более просторные рылись в земле, на глубину от двух до трёх метров, и представляли собой продолговатые помещения, иногда близкие в плане к прямоугольнику. Стены в ямах-жилищах обычно завешивались циновками, и в единственном, стены облицованы камнями чередующимся с сырцовым кирпичом. Найдены толстые столбы вдоль одной из стен, вероятно, они поддерживали односкатную крышу, ещё одно из обнаруженных помещений было увеличено в длину за счёт низкой пристройки, туннелем уходившей в грунт. Также на территории поселения использовались различные хозяйственные ямы, включая ямы для зерна:124,125.

### Орудия
Орудия местных жителей сильно отличались от используемых в культуре Эль-Омари или в герзейской (Накада II). Здесь обнаружены несколько тысяч кремнёвых изделий, наиболее типичные — веерообразные скребки из слоистого кремня, и только два случайных артефакта (наконечники стрел) изготовлены с применением техники двухсторонней обработки. Каменные топоры в поселении отсутствуют, из медных орудий найдены только топор (или тесло) и несколько шильев. Однако находка одной незаконченной отливки из меди подтверждает, что на территории Маади занимались обработкой этого металла. Из оружия обнаружены дисковидные булавы:125. Исследователь В. Г. Чайлд (1956), сам побывавший на месте раскопок, а также ссылающийся на М. Амера, О. Менгина и д-ра Ризкана, сообщает о зубьях для серпов, изготовляемых из кремнёвых ножевидных пластин, однако Д. Б. Прусаков, ссылаясь на Шеера (1988), Шмидта (1993) и того-же Ризкана, говорит об отсутствии признаков использования в повседневном быту серпа:125 .

### Сосуды и посуда
Керамические. Технологии, применяемые при ручной лепки керамики в Маади похожи на используемые в культуре Эль-Омари — поверхность сосудов снаружи покрывалась облицовкой и иногда полировалась. Керамика в основном изготовлялась из глины с примесью соломы, предпочтение отдавалось чёрному цвету. Типичны были большие сосуды для хранения пищи и горшки шаровидной или яйцевидной формы с отогнутыми краями. Их основания обычно представляют собой невысокие, расширяющиеся книзу поддоны, реже встречаются круглодонные и остродонные изделия. Найдена небольшая часть сосудов с прямыми шейками, одной-двумя ручками и черепки с нарезным «ёлочным» орнаментом — в этих артефактах прослеживается связь с подобными в Палестине или Сирии. Также найдены два черепка крашеной посуды, которые имеют сходство с раннепалестинской и герзейской (Накада II) керамикой.:125,126. 

Каменные. Исследователями найдено в Маади много чаш из базальта, который, возможно, сюда завозили из Аравийской пустыни или Файюма. Форма этих сосудов — приземистые кубки или яйцевидные чаши, подобные им были найдены в захоронениях амратской культуры (Накада I) и в руинах одного из храмов Урука (Шумер) позднеурукского периода (фаза Джемдет-Насра). Обнаруженные здесь сосуды другой формы — конические с широкими плоскими краями, имеют аналоги в Ливии — находки в Мерса-Матрух. Вероятно, ещё одним местным производством было изготовление ваз из кальцита:126.

## Поселение в Телль эль-Фара’ин
До появления здесь династического города Пер-Уаджит (др.-греч. Буто), на месте современного Телль эль-Фара’ин существовало три древних центра: город Пе (транслит. егип. P), Деп (транслит. егип. Dp) и храмовый комплекс. Возможно они восходят к носителям культуры Маади-Буто, но достоверно известно, только то, что после исчезновения следов этой культуры, центры Телль эль-Фара’ина остались существовать под властью носителей культуры Накада. Поселения располагались на нильских островах, так называемых сейчас «гезирах» (от араб. — остров). В конце 80-х годов Немецкий археологический институт начал изучать древние слои Телль эль-Фара’ина и к началу 1988 г. исследователи установили непрерывную стратиграфию из 11 культурных слоев (общая высота 5,5 м), датируемых периодом от эпохи Накада II. В 1988—1989 гг. благодаря установке насосов на этой территории стало возможным проведение раскопок ниже уровня грунтовых вод, что позволило изучить промежуточные уровни между додинастической культурой Верхнего Египта (Накада) и культурными слоями Нижнего Египта (Маади-Буто).

## Гипотезы
- Отсутствуют находки каменных топоров в поселении Маади, но обнаруженные здесь качественно обтёсанные с концов деревянные столбы, согласно В. Г. Чайлду, позволяют предположить, что на смену каменным пришли клиновидные медные топоры[3]:125.
- По В. Г. Чайлду, несколько найденных в Маади кувшинов со скобообразными ручками свидетельствуют о том, что применяемая здесь своеобразная форма ручек послужила образцом для палестинских и герзейских (Накада II) кувшинов с волнистыми ручками[3]:126.
- Отсутствии признаков использования серпа в культуре Маади-Буто приводится Д. Б. Прусаковым как один из доводов в пользу того, что данные об организованной производственной деятельности протоегиптян преувеличены[6].